# Mishima (banda)
Mishima es un grupo de música indie pop creado en Barcelona en 1999. Está formado por David Carabén  Dani Vega, Alfons Serra y Xavi Caparrós. El teclista Marc Lloret formó parte de la banda hasta su fallecimiento en febrero de 2025. El nombre del grupo proviene del escritor japonés Yukio Mishima.

## Trayectoria
Sus dos primeros discos fueron grabados en inglés y tuvieron una buena acogida por parte de la crítica, sin embargo el verdadero reconocimiento llegó con la publicación de su tercer trabajo, Trucar a casa. Recollir les fotos. Pagar la multa (2005), un álbum íntegramente en catalán.
Mishima vivió su primera inflexión en 2005 con el tercer álbum "Trucar A Casa. Recollir Les Fotos. Pagar La Multa", y nos ha regalado
capítulos tan memorables como "Set Tota La Vida" en 2007 y "Ordre I Aventura" en 2010. El quinteto se consagró gracias a los
casi ochenta conciertos de la gira de "Ordre i Aventura".
Grabado en los estudios de Paco Loco de El Puerto de Santa María (Cádiz), el sexto trabajo discográfico de la banda barcelonesa; "L’Amor Feliç" ha sido bautizado a partir de la adaptación al catalán de "Il N’Ya Pas D’Amour Hereux" de Georges Brassens, con letra de Louis Aragon, realizada por David Carabén (guitarra y voz) que el grupo interpretó junto a Laetitia Sadier en su legendario concierto del Palacio de la Música Catalana, el pasado 6 de marzo de 2011 en Barcelona.
Se ha consolidado como uno de los grupos referentes del indie-pop catalán con los álbumes "L'ànsia que cura" (2014) y "Ara i res" (2017).

## Discografía

### Estudio
- Lipstick traces (2000) The Rest is Silence/Discmedi.
- The fall of public man (2003) The Rest is Silence/Discmedi.
- Trucar a casa. Recollir les fotos. Pagar la multa (2005) The Rest is Silence/Discmedi.
- Set tota la vida (2007) The Rest is Silence/Sinnamon (Reedició 2010 Sones).
- Ordre i aventura (2010) The Rest is Silence/ Sones.
- L'amor feliç (2012) The Rest is Silence/Warner Music Spain.
- L'ànsia que cura (2014) The Rest is Silence/Warner Music Spain.
- Ara i res (2017) The Rest is Silence/Warner Music Spain.
- L'aigua clara (2022) The Rest is Silence/Warner Music Spain.

### Directos
- Ara i aquí (2019) The Rest is Silence/Warner Music Spain. Álbum en directo grabado durante los conciertos ofrecidos en la Sala Apolo de Barcelona los días 20 y 22 de diciembre de 2018.
- Ordre i aventura en directe (2021) The Rest is Silence/Warner Music Spain. Álbum recopilatorio con versiones en directo de las canciones del álbum Ordre i aventura, las cuales fueron grabadas en los conciertos en la Sala Apolo, Teatro Coliseum, Gran Teatro del Liceo y Palacio de la Música Catalana que fueron celebrados en los años 2010, 2011, 2012, 2018 y 2019.

### Otros
- Palau (DVD+2CD) (2011)